# Вильковский, Ян
Ян Вильковский (пол. Jan Wilkowski; 15 июня 1921, Варшава, Польша — 21 декабря 1997, Варшава, Польша) — один из крупнейших польских художников кукольного театра, режиссёр и актёр.

## Биография
Во время войны служил в Армии крайовой.
Обучался в школе драматического и кукольного театра. Работал декоратором и иллюстратором. Как актёр дебютировал в кукольном театре «Голубой Миндаль», в 1950 году сменившем название на «Кукла». С 1952 по 1969 год директор этого театра. Получил Гран-при и Золотую медаль на фестивале в Бухаресте в 1958 году. После ухода работал с рядом театров и на телевидении.
Основал в городе Белостоке филиал Варшавской школы театра. В 1975—1981 годах декан, а в 1981—1990 профессор кафедры режиссуры театра кукол. Автор пьес, представленных в репертуарах кукольных театров разных стран. В СССР, а позже в России с успехом шли его постановки «Медвежонок Римцимци» и «Тигрик Петрик»; обе были экранизированы.
Постоянным партнёром Вильковского был художник Адам Килиан.
Как актёр сыграл роль дедушки в фильме «Синтез» 1984 года.
Похоронен на Брудновском кладбище в Варшаве.

## Фильмография

### Экранизации в СССР
- 1963 — «Хочу быть отважным» («Тигрик Петрик») Союзмультфильм (16 мин.)
- 1966 — «Медвежонок Римцимци» Лентелефильм. (38 мин.)
- 1972 — «Медвежонок Римцимци» ТО «Экран» (20 мин.)

### Польские документальные фильмы
- 1978 — Сказки моего детства
- 1998 — Театр чудес Яна Вильковского
- 2001 — Огни рампы